# Лудвиг Кристиан Август фон Хоенлое-Лангенбург
Лудвиг Кристиан Август фон Хоенлое-Лангенбург (на немски: Ludwig Christian August Prinz zu Hohenlohe-Langenburg; * 23 януари 1774, дворец Волвега, Фризия, Нидерландия; † 31 януари 1844, Щутгарт) е принц от Хоенлое-Лангенбург и генерал-майор.

## Биография
Той е най-големият син на полковник принц Фридрих Ернст фон Хоенлое-Лангенбург (* 16 май 1750, Лангенбург; † 1794, Пикардия) и съпругата му Магдалена Адриана Цвайер фон Харен (* 23 април 1754, Хага; † 28 септември 1822, Минертсберга), дъщеря на Оно Цвайер ван Харен (1713 – 1779) и Сара Адел ван Хулс (1718 – 1792). Внук е на княз Лудвиг фон Хоенлое-Лангенбург (1696 – 1765) и графиня Елеанора фон Насау-Саарбрюкен (1707 – 1769), дъщеря на граф Лудвиг Крафт фон Насау-Саарбрюкен (1663 – 1713) и графиня Филипина Хенриета фон Хоенлое-Лангенбург (1679 – 1751). Брат е на принцовете Карл Густав Вилхелм (1777 – 1866) и Карл Филип Ернст фон Хоенлое-Лангенбург (1781 – 1839).
Лудвиг Кристиан Август се жени на 24 септември 1816 г. в Кирхберг, Щутгарт, за принцеса Луиза фон Хоенлое-Кирхберг (* 15 септември 1784, Кирхберг; † 14/24 октомври 1821), дъщеря на княз Кристиан Фридрих Карл фон Хоенлое-Кирхберг (1729 – 1819) и втората му съпруга графиня Филипина София Ернестина фон Изенбург-Бюдинген (1744 – 1819). Те нямат деца. Леля му Луиза Шарлота фон Хоенлое-Лангенбург (1732 – 1777) е първата съпруга на княз Кристиан Фридрих Карл фон Хоенлое-Кирхберг (1729 – 1819), бащата на Луиза фон Хоенлое-Кирхберг.
Лудвиг Кристиан Август умира на 70 години в Щутгарт на 31 януари 1844 г. и е погребан там.